# Peter Wight (acteur)
Pour les articles homonymes, voir Wight.
Peter Wight est un acteur britannique né en 1950 à Worthing en Angleterre.

## Filmographie

### Cinéma
- 1959 : Voyage au centre de la Terre : le Laird de Glendarick
- 1979 : The Bitch : Ricky
- 1980 : Palm Beach : Rupert Roberts
- 1987 : Personal Services : Détective Gibson
- 1993 : Naked : Brian
- 1996 : Secrets et Mensonges : le père
- 1997 : Le Mystère des fées : Une histoire vraie : l'éditeur du journal
- 2000 : The Blind Date : D.I. Harry Jenkins
- 2000 : Shiner : Détective Grant
- 2001 : Vengeance secrète : M.P.
- 2001 : Lucky Break : Officier George Barratt
- 2002 : Les Témoins : Dave Elford
- 2003 : Une souris verte : Tomlinson
- 2003 : Crime contre l'humanité : Inspecteur Cholet
- 2004 : Vera Drake : Détective Webster
- 2005 : Orgueil et Préjugés : M. Gardiner
- 2005 : Heidi : le pasteur
- 2005 : The Secret Life of Words : Dullman
- 2005 : Lassie : Dr Jarrett
- 2006 : Babel : Tom
- 2007 : Hot Fuzz : Roy Porter
- 2007 : Flood : Johnson
- 2007 : Reviens-moi : l'inspecteur de police
- 2008 : Cass : Cecil
- 2008 : A Bunch of Amateurs : Mike Bell
- 2010 : Another Year : Ken
- 2010 : Womb : Ralph
- 2011 : Ghosted : Hawkins
- 2011 : Des saumons dans le désert : Tory Grandee
- 2011 : My Week with Marilyn : le père de Lucy
- 2012 : Best Laid Plans : Roger
- 2012 : Hard Boiled Sweets : Jimmy
- 2012 : The Casebook of Eddie Brewer : Ray Riddle
- 2012 : Kon-Tiki : Spinden
- 2013 : A Very Englishman : l'inspecteur de police
- 2014 : Mr. Turner : Joseph Gillott
- 2015 : The Program : l'éditeur du Sunday Times
- 2016 : Brakes : Alan
- 2016 : À ceux qui nous ont offensés : le propriétaire du chien
- 2016 : Ethel and Ernest : Détective Burnley
- 2017 : The Sense of and Ending : Colin Simpson
- 2017 : Another Mother's Son : Rene
- 2018 : Only You d'Harry Wootliff :

### Télévision
- 1978 : Z-Cars : le contrôleur de trafic (1 épisode)
- 1978 : Regan : Jimmy Park (1 épisode)
- 1984 : Meantime : le gérant de l'agence immobilière
- 1987 : Yesterday's Dream : Les (4 épisodes)
- 1988-1991 : The Bill : Hayward et l'instructeur des armes à feux (2 épisodes)
- 1992 : Casualty : Trevor (1 épisode)
- 1993 : Between the Lines (en) : Bernard Gilhoolie (1 épisode)
- 1994 : Anna Lee : Bernie Schiller (5 épisodes)
- 1995-1996 : Out of the Blue : D.C. Ron Ludlow (12 épisodes)
- 1996 : Inspecteur Frost : Cyril Pearce (1 épisode)
- 1998 : Our Mutual Friend : M. Wilfer (3 épisodes)
- 2001 : Where the Heart Is : Ted Jackson (1 épisode)
- 2002 : Holby City : Bryan Lake (1 épisode)
- 2002 : Ultimate Force : Bill Jackson (1 épisode)
- 2002 : Inspecteur Barnaby : Ludlow (1 épisode)
- 2002-2008 : Heartbeat : Bill Budge et Len Peters (2 épisodes)
- 2003 : Ma tribu : M. Freeman (1 épisode)
- 2003 : Fortysomething : Nobby (1 épisode)
- 2003-2004 : Early Doors : Nige (12 épisodes)
- 2004 : Murphy's Law : Alex Armstrong (1 épisode)
- 2004 : Affaires non classées : Lucas Garner (2 épisodes)
- 2004 : Murder Prevention : Donald Wicker (2 épisodes)
- 2005 : Meurtres en sommeil : Donald Hunt (2 épisodes)
- 2006 : EastEnders : Neil (1 épisode)
- 2007 : Life on Mars : Frank Miller (1 épisode)
- 2007 : Party Animals : George Morgan (8 épisodes)
- 2007 : Persuasion : Amiral Croft
- 2007 : Inspecteurs associés : Charles Johnson (2 épisodes)
- 2008 : Hotel Babylon : Martin (1 épisode)
- 2009 : Boy Meets Girl : Bill (4 épisodes)
- 2009 : Monday, Monday : Roger (7 épisodes)
- 2010 : Flics toujours : Colin Beck (1 épisode)
- 2010 : Accused : Alan Maxfield (1 épisode)
- 2011 : Silk : Alan Carruthers (1 épisode)
- 2011-2012 : Case Sensitive : Proust (4 épisodes)
- 2012 : Titanic : Joseph Rushton (4 épisodes)
- 2012 : Hit & Miss : Eddie (4 épisodes)
- 2012 : Room at the Top : M. Hoylake (2 épisodes)
- 2012-2013 : The Paradise : Edmund Lovett, l'oncle de Denise

- 2013-2014 : The Mimic : le père de Martin (4 épisodes)
- 2014 : Our Zoo : Albert Mottershead (6 épisodes)
- 2016 : I Want My Wife Back : Don (5 épisodes)
- 2016 : Good Vibrations (Brief Encounters) : Brian (6 épisodes)
- 2016 : The Crown : l'éditeur du journal (1 épisode)
- 2018 : La Foire aux vanités : Mr Raggles
- 2022 : His Dark Materials : À la croisée des mondes : Le Passeur (2 épisodes)